# Christina McHale
Christina McHale (Teaneck, New Jersey, 11. svibnja 1992.) umirovljena je američka tenisačica. Najveći su joj dosadašnji uspjesi 3. kola US Opena 2011. i Australian Opena 2012., kao i pobjede nad Caroline Wozniacki, Petrom Kvitovóm i Marion Bartoli. Godine 2009. je u paru s našom Ajlom Tomljanović osvojila juniorski Australian Open.
Christinini su treneri Jorge Todero i Jay Gooding, a trenira u centru Billie Jean King u New Yorku. Tenis je počela igrati u Hong Kongu, gdje je živjela od 3. do 8. godine, a također je trenirala plivanje.
McHale je igračica osnovne crte, kojoj je omiljeni udarac forehand. Teniski su joj uzori sestre Williams.

## Rezultati na Grand Slam turnirima
| Grand Slam      | 2009. | 2010. | 2011. | 2012. |
| --------------- | ----- | ----- | ----- | ----- |
| Australian Open | 1k    | -     | 1k    | 3k    |
| Roland Garros   | -     | 1k    | 1k    |       |
| Wimbledon       | -     | -     | 2k    |       |
| US Open         | 2k    | 1k    | 3k    |       |

## Plasman na WTA ljestvici na kraju sezone
| 2007. | 2008. | 2009. | 2010. | 2011. | 2012. |
| ----- | ----- | ----- | ----- | ----- | ----- |
| 712.  | 425.  | 218.  | 115.  | 42.   |       |

## Vanjske poveznice
- Profil na stranici WTA Toura (engl.)